# Аделаїда Ротшильд
Адельгайд фон Ротшильд (нім. Adelheid „Ada“ von Rothschild; також Аделаїда де Ротшильд (фр. Adélaïde de Rothschild); 19 серпня 1853, Франкфурт — 22 червня 1935) — баронеса з родини Ротшильдів, філантропка. Разом із чоловіком підтримувала єврейський переселенський рух наприкінці XIX — початку XX століть.

## Біографія
Адельгайд народилася 19 серпня 1853 року у Франкфурті. Вона була однією з трьох дочок Вільгельма Карла фон Ротшильда та Матильди Ханни фон Ротшильд із неаполітанської гілки родини Ротшильдів.
Її бабусею і дідусем по батькові були Карл Майєр фон Ротшильд і Адельгайд (уроджена Герц) фон Ротшильд. Її бабусею і дідусем по материнській лінії були Ансельм фон Ротшильд і Шарлотта Натан Ротшильд (англ. Charlotte Nathan Rothschild; дочка Натана Маєра Ротшильда).
1877 року Адельгайд вийшла заміж за свого двоюрідного брата барона Едмонда Бенджаміна Джеймса де Ротшильда (1845—1934), наймолодшого сина Джеймса Маєра Ротшильда та Бетті фон Ротшильд.
У подружжя було троє дітей:
- Джеймс Арманд Едмонд де Ротшильд (1878—1957), який одружився з Дороті Матільда Пінто (1895—1988);
- Моріс Едмонд Карл де Ротшильд (1881—1957), який одружився з Ноемі Гальфен (1888—1968);
- Міріам Керолайн Александрін де Ротшильд[3].

З 1880-х років Адельгайд брала участь у діяльності свого чоловіка в Палестині з підтримки єврейського переселенського руху. 1914 року вона вперше відвідала землю Ізраїльську, відігравши роль у врегулюванні повстання фермерів Рішон-ле-Ціон проти чиновників барона після розмови з Ольгою Белькінд. Займалася філантропською діяльністю, зокрема 1918 року за її підтримки збудували, а 1935 року поремонтували лікарню Рівка-Зів у місті Цфат.
1954 року її останки були поховані поруч із останками її чоловіка в Рамат-га-Надів в Ізраїлі.

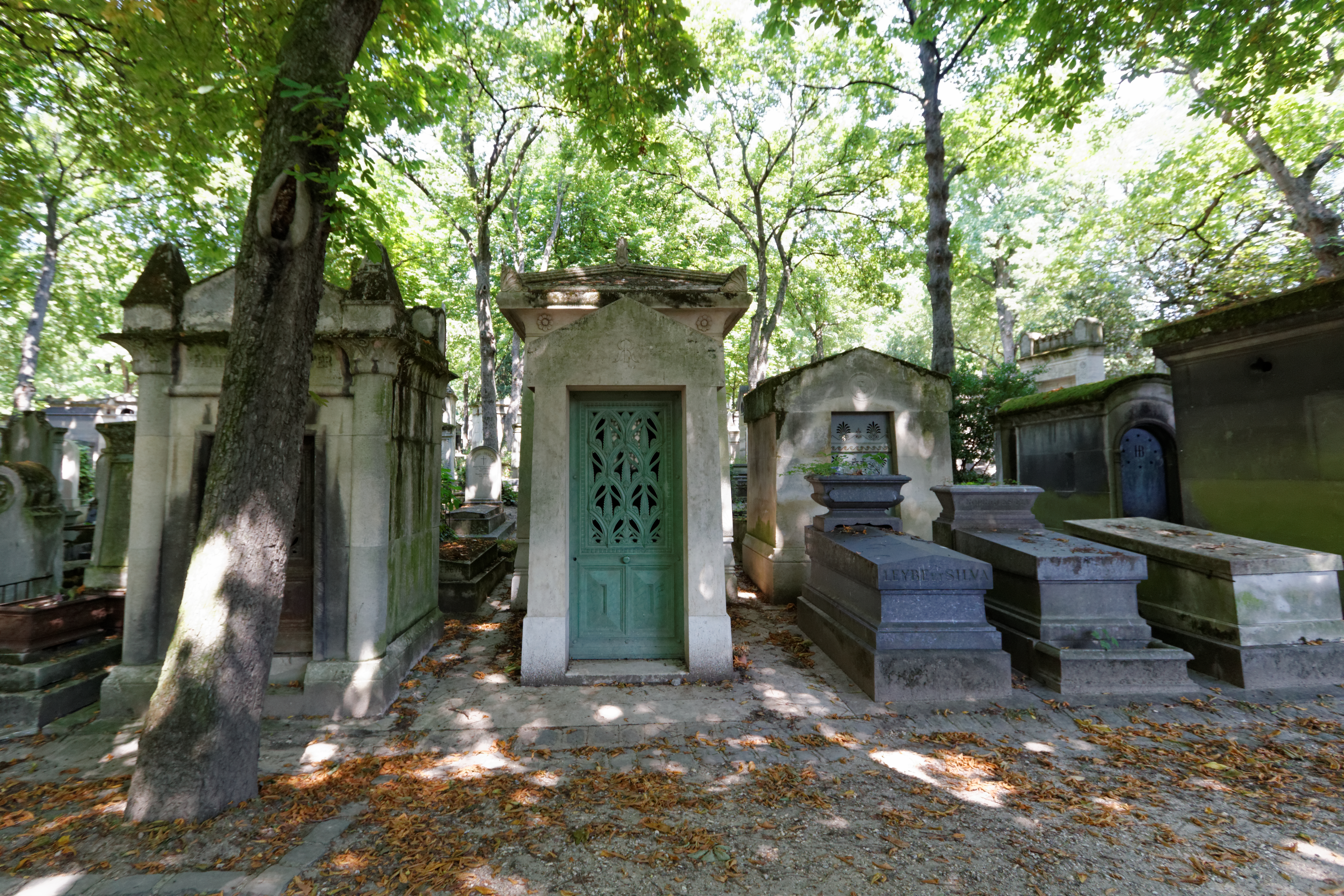
Поховання Ротшильдів (до 1954 року)
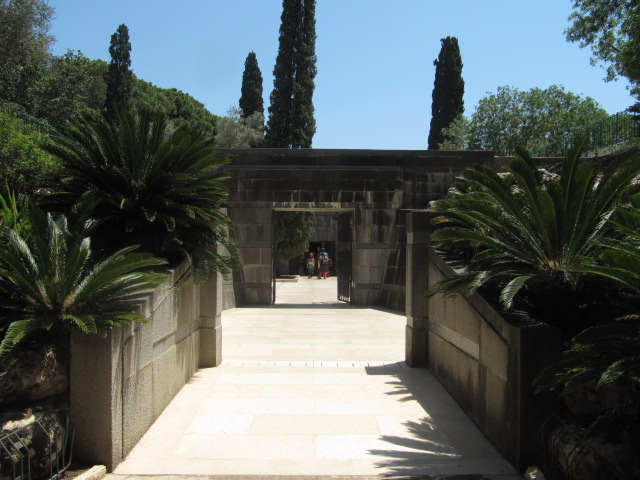
Вхід до крипти в Рамат-га-Надів
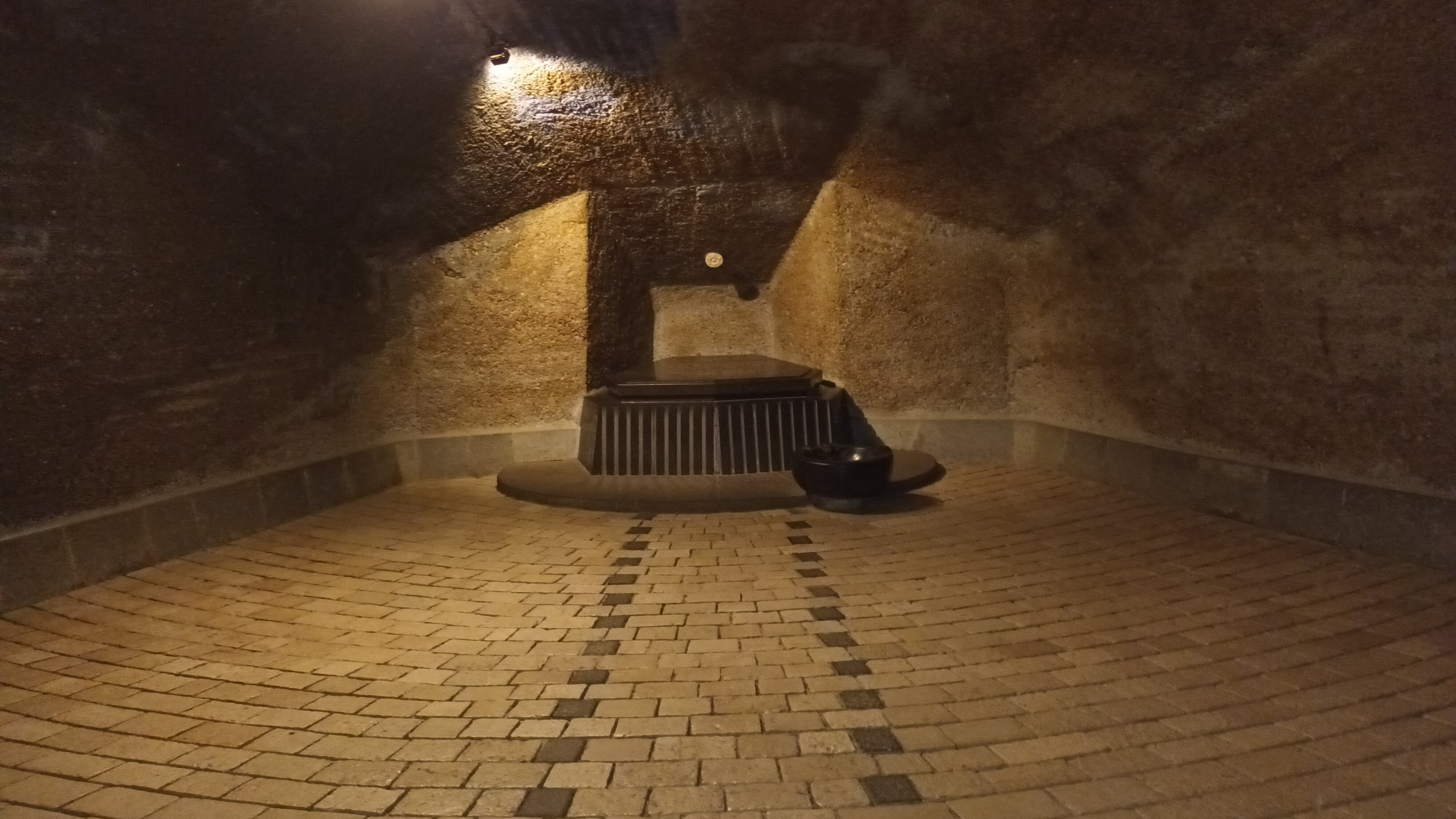
Загальний вид на могилу подружжя
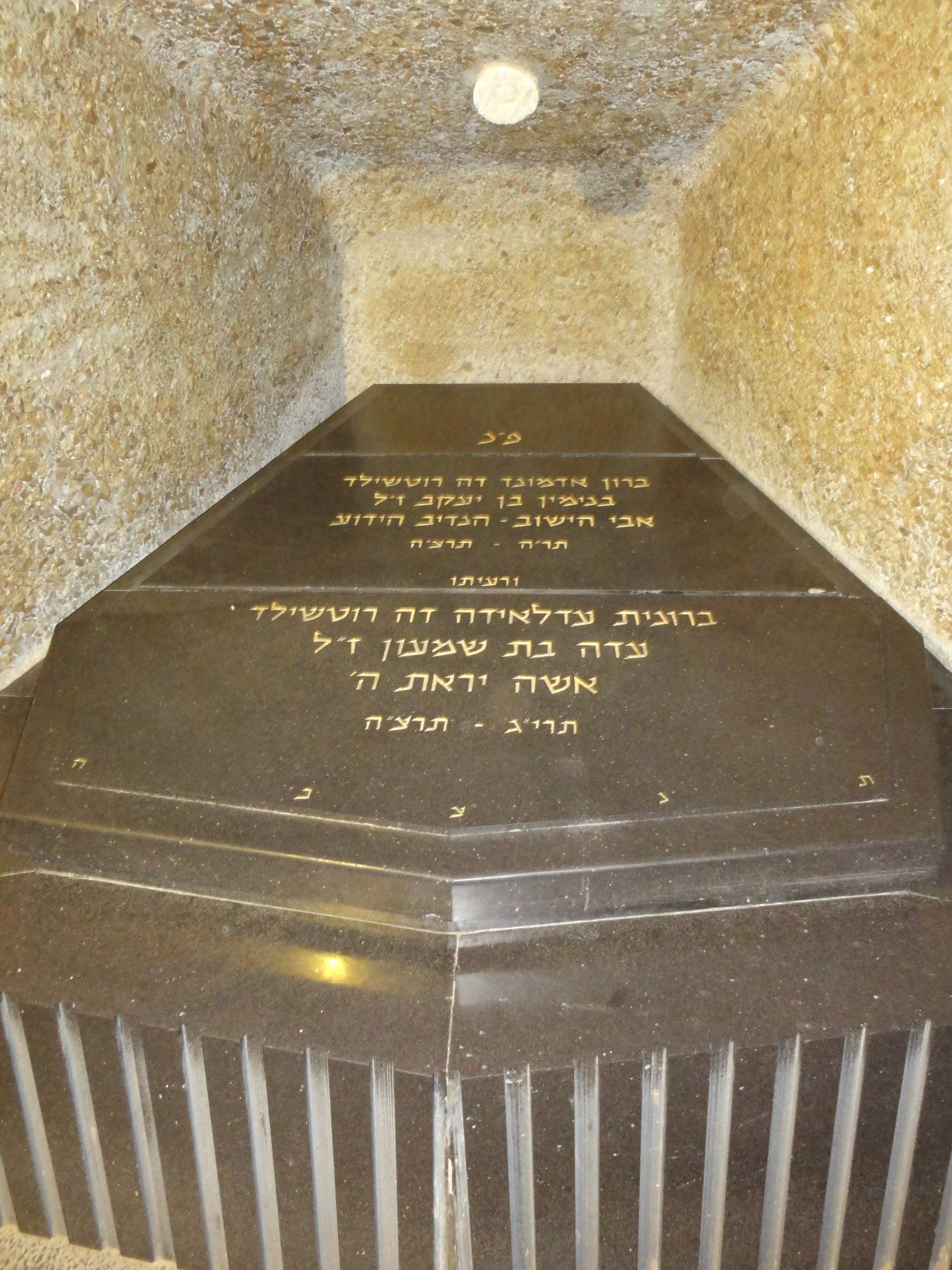
Могила Аделаїди та чоловіка

Через свого сина Моріса, вона є бабусею барона Едмона Адольфа Моріса Жюля Жака де Ротшильда (1926—1997), який одружився з Надін Лопітал'є (нар. 1932).

## Вшанування пам'яті
1 квітня 2016 року у Кфар-Тавор відбулося урочисте відкриття площі Барона та статуї, присвяченої візиту Аделаїди та Едмона Ротшильдів 1914 року (автор — Асаф Ліфшиць). 2017 року у поселенні відкрили площу Баронеси (івр. ככר הברונית), присвячену самій Аделаїді, зі статуєю баронеси (автор теж Асаф Ліфшиць).

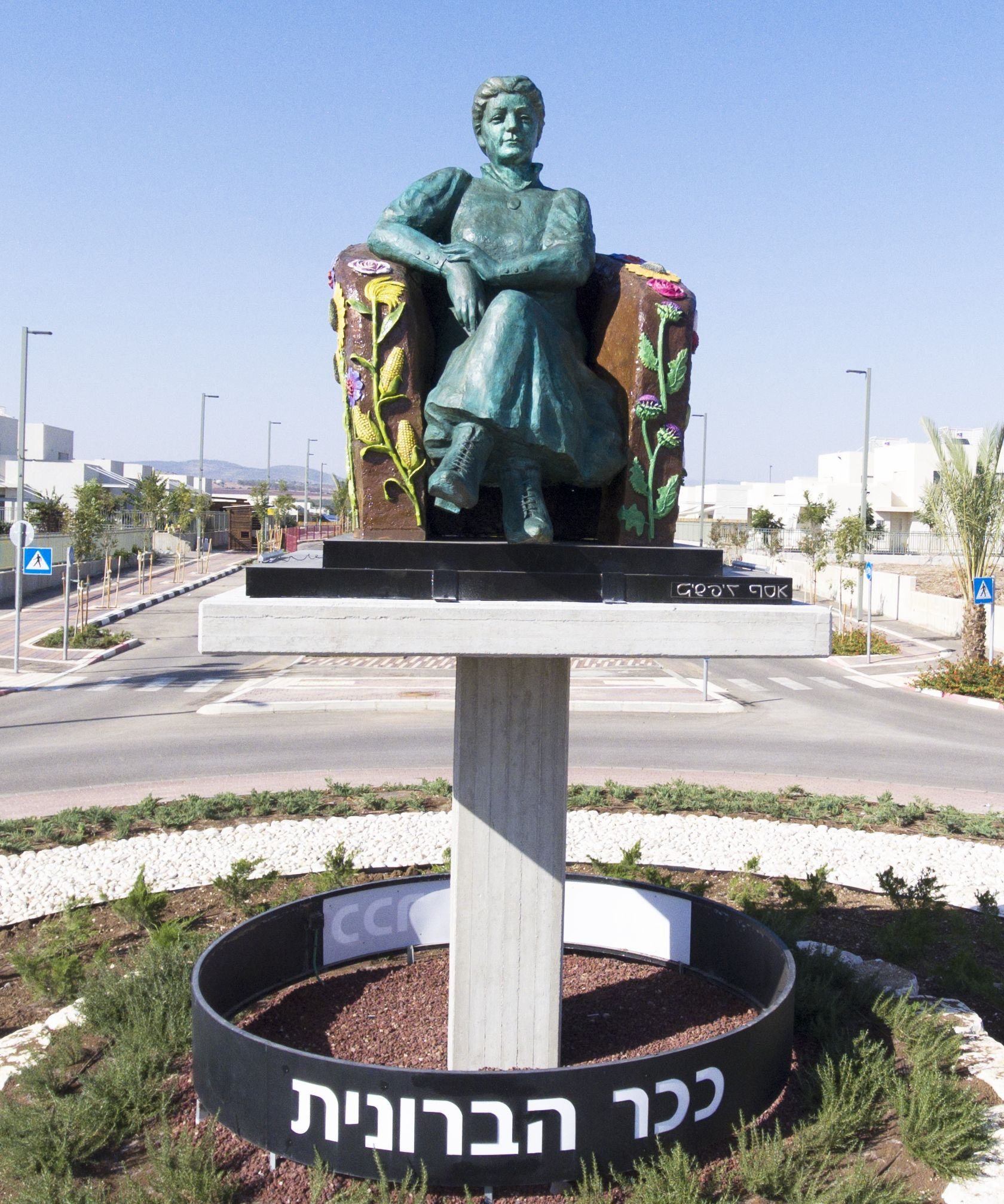
Статуя Адельгайд на площі Баронеси (Кфар-Тавор)
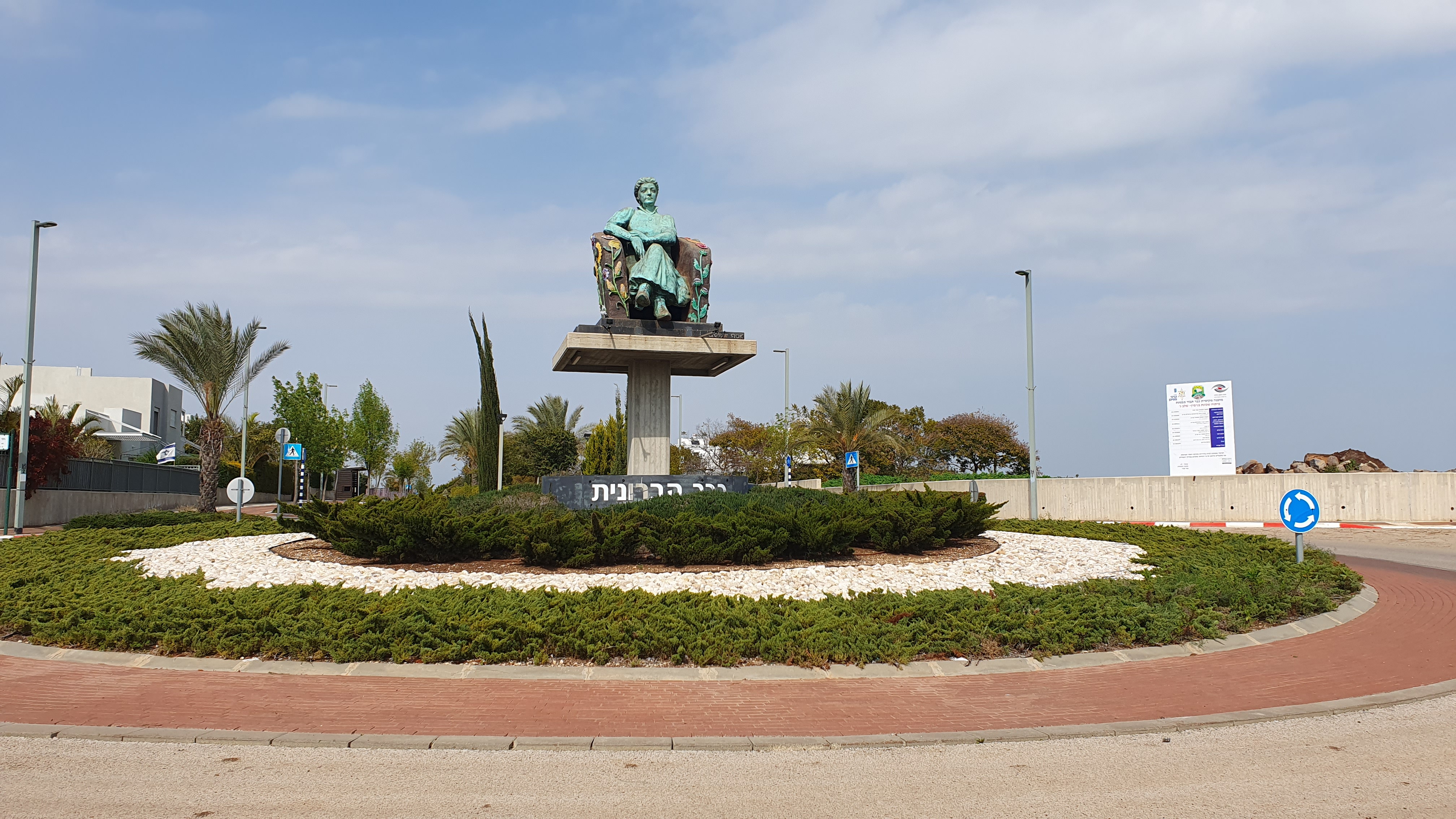
Вид на площу Баронеси (Кфар-Тавор)
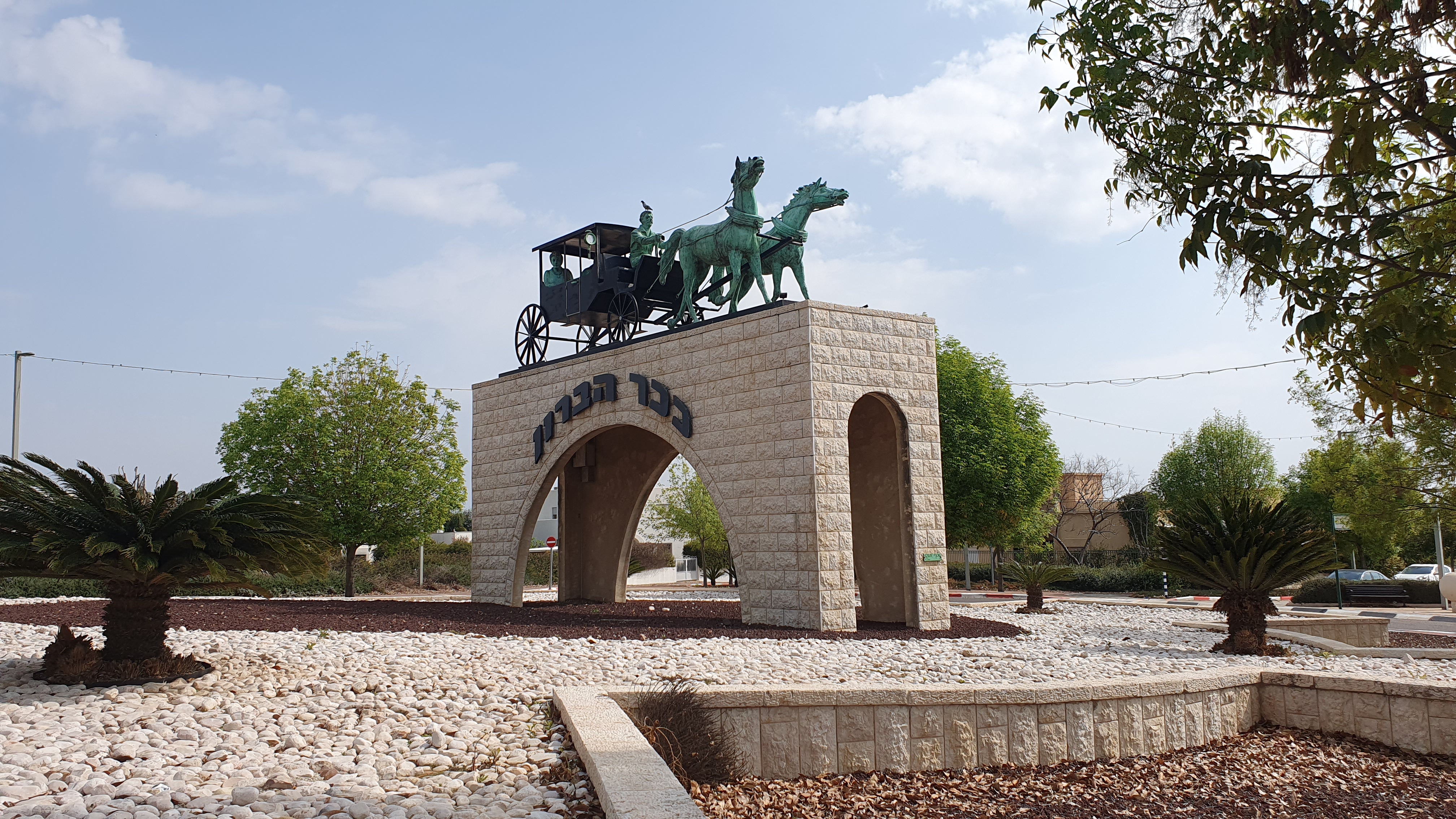
Статуя, присвячена візиту Аделаїди та її чоловіка до Палестини (Кфар-Тавор)
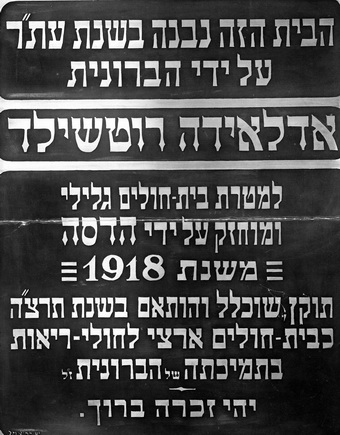
Дошка на лікарні Рівка-Зів

## Виноски
1. 1 2 3 4  Kindred Britain
2. ↑  Lundy D. R. The Peerage
3. 1 2 3  Adelheid von Rothschild (1853-1935) | Rothschild Family.
4. ↑  David Smilansky. אולגה חנקין. Процитовано 29 січня 2025.
5. ↑  Bodies of de Rothschilds To Be Taken to Holy Land. The New York Times. 20 листопада 1935. Процитовано 5 листопада 2017.
6. ↑  הפסל המלכותי. Процитовано 30 січня 2025.